# Моросанова, Варвара Ильинична
Варва́ра Ильи́нична Мороса́нова (род. 22 июня 1948 года) — советский и российский психолог, член-корреспондент РАО (2016).

## Биография
Родилась 22 июня 1948 года.
В 1971 году — окончила факультет психологии МГУ.
С 1971 года — работает в Психологическом институте РАО (где в 1975 году окончила аспирантуру), с 2000 года — заведующая лабораторией психологии саморегуляции.
В 1975 году — защитила кандидатскую диссертацию, тема: «Образ динамического объекта и его оперативность»
В 1995 году — защитила докторскую диссертацию, тема: «Индивидуальный стиль саморегуляции произвольной активности человека».
С 1991 по 2001 годы — доцент, профессор Московского педагогического государственного университета.
С 2001 года — профессор Московского государственного психолого-педагогического университета.
С 2000 по 2003 годы — член диссертационного совета при факультете психологии Ростовского государственного университета.
В конце 70-х годов XX века (в рамках подготовки спортсменов к Олимпиаде в Москве) работала психологом сборной команды страны по пулевой стрельбе.
В 2016 году — избрана членом-корреспондентом РАО от Отделения профессионального образования.

## Научная деятельность
Сфера научных интересов: проблемы общей психологии и психологии труда, педагогической психологии, психология саморегуляции личности, индивидуальный стиль и характер личности, дифференциальные особенности саморегуляции, психология субъекта.
Достижения: создана оригинальная концепция индивидуального стиля саморегуляции произвольной активности человека; разработана методология дифференциального подхода к исследованию психической саморегуляции человека; раскрыты дифференциальные основы саморегуляции учебной деятельности.
Предложены критерии оценки эффектов личностного и субъектного развития учащихся в различных образовательных системах.

### Общественная деятельность
- член редакционной коллегии журнала «Экспериментальная психология»;
- член экспертного совета ВАК при МОН РФ по педагогике и психологии;
- член диссертационных советов при Психологическом институте РАО и Институте психологии РАН;
- член экспертного совета РГНФ;
- руководитель секции «Психология саморегуляции» Российского психологического общества;
- член международного общества по исследованию индивидуальных различий (ISSID).

- Моросанова В. И. Индивидуальный стиль саморегуляции: феномен, структура и функции в произвольной активности человека. М., 2001. −192 с.
- Моросанова В. И. Личностные аспекты саморегуляции произвольной активности человека // Психологический журнал, 2002, № 6 — С.5-17.
- Моросанова В. И. Индивидуальная саморегуляция и характер человека // Вопросы психологии. — 2007. — № 3. — С.59?68.
- Моросанова В. И., Аронова Е. А. Саморегуляция и самосознание субъекта // Психологический журнал. 2008. T.2. № 1. C.14-22.
- Моросанова В. И. Саморегуляция и индивидуальность человека / В. И. Моросанова ; Ин-т психологии РАН ; психологический ин-т РАО. — М. : Наука, 2010 . −519 с.
- Моросанова В. И. Индивидуальные особенности осознанной саморегуляции произвольной активности человека / В. И. Моросанова // Вестник Московского университета. Сер. 14. Психология. — 2010 № 1. С.36-45.
- Моросанова В. И., Кондратюк Н. Г. Новая версия опросника «Стиль саморегуляции поведения — ССПМ» // Вопросы психологии. — 2011. — № 1. С. 137—145.
- Моросанова В. И. Развитие теории осознанной саморегуляции: дифференциальный подход // Вопросы психологии. — 2011. — № 3. С. 132—144.
- Психология саморегуляции в XXI веке /отв. ред. В. И. Моросанова — СПб.; М.: Нестор-История, 2011. — 468 с.
- Моросанова В. И. Дифференциальный подход к психической саморегуляции и его применение к исследованию действий профессионала // Психологический журнал 2012- том 33 — № 3. С. 98-111.
- Моросанова, В.И., Фомина Т. Г. Дифференциально-регуляторные основы педагогического взаимодействия учителя / В. И. Моросанова, Т. Г. Фомина // Психологическая наука и образование. — 2012. № 2. — C. 94-102.
- Моросанова, В. И. Дифференциально-психологические основы саморегуляции в обучении и воспитании подрастающего поколения / В. И. Моросанова // Мир психологии. — 2013. — № 2. С. 189—200.
- Моросанова, В. И. Взаимосвязь психометрического интеллекта, осознанной саморегуляции учебной деятельности и академической успеваемости одарённых подростков / В. И. Моросанова, Е. И. Щебланова, И. Н. Бондаренко, В. А. Сидиков // Вестник Московского университета. Сер. 14. Психология. № 3.- 2013. С. 18-32.